# Nioghalvfjerdsfjorden
De Nioghalvfjerdsfjorden (ook: 79-Fjord) is een fjord in het Nationaal park Noordoost-Groenland in het oosten van Groenland.

## Geografie
De fjord is zuidwest-noordoost georiënteerd en buigt langzaam richting het oosten. Hij heeft een lengte van meer dan 80 kilometer lang met op z'n smalst een breedte van meer dan 22 kilometer. In de fjord gaat er een smallere ijstak richting het noordwesten, de Spaltegletsjer in de Dijmphna Sund.
De fjord is gevuld met drijvend gletsjerijs dat afkomstig is vanuit het westen van de Nioghalvfjerdsgletsjer.
Ten noorden van de fjord liggen Skallingen en Hovgaard Ø, ten zuiden het Lambertland.